# Philippe Ravoet
Philippe Ravoet (* 25. Mai 1961 in Löwen) ist ein belgischer Filmeditor.
Philippe Ravoet studierte Filmschnitt an der Filmhochschule RITCS in Brüssel. Seit den 1980er Jahren ist er als Editor und seltener auch als Tongestalter bei belgischen Film- und Fernsehproduktionen beschäftigt. Sein Schaffen im Bereich Filmhscnitt umfasst mehr als 90 Film- und Fernsehproduktionen. Auf dem Filmfestival Oostende wurde er 2012 und 2014 für dem besten Schnitt ausgezeichnet. 

## Filmografie (Auswahl)
- 2000: Der König tanzt (Le Roi danse)
- 2001: Pauline und Paulette (Pauline & Paulette)
- 2003: Totgemacht – The Alzheimer Case (De Zaak Alzheimer)
- 2005: Die Bluthochzeit
- 2007: Ben X
- 2009: Sœur Sourire – Die singende Nonne (Sœur Sourire)
- 2011: Hasta la vista
- 2014: Die Behandlung (De behandeling)
- 2016: Das Protokoll – Mord auf höchster Ebene (The Prime Minister)
- 2016: Hinter den Wolken (Achter de wolken)
- 2017: Das letzte Opfer (Het tweede gelaat)
- 2022: My Sailor, My Love
- 2022: Ritualmord (Ritueel)